# Winnipeg Beach
Winnipeg Beach es un pueblo canadiense situado en la provincia de Manitoba.

## Superficie
Winnipeg Beach tiene una superficie de 3,91 km².

## Demografía
En 2021, tenía 1439 habitantes, una densidad poblacional de 367,7 hab./km², y 1661 viviendas.